# Glebionis
Glebionis là một chi thực vật có hoa trong họ Cúc (Asteraceae).

## Các loài
Chi này có hai loài bản địa châu Âu và vùng Địa Trung Hải.
- Glebionis coronaria (syn. Chrysanthemum coronarium) – trung và nam châu Âu
- Glebionis segetum (syn. Chrysanthemum segetum) – bắc, trung và nam châu Âu